# Tropicosa baguala
Espèce
Tropicosa baguala est une espèce d'araignées aranéomorphes de la famille des Lycosidae.

## Distribution
Cette espèce est endémique du Rio Grande do Sul au Brésil,. Elle se rencontre vers Viamão, Uruguaiana et Cidreira.

## Description
Le mâle holotype mesure 11,81 mm et la femelle paratype 6,72 mm, les mâles mesurent de 9,55 à 12,22 mm et les femelles de 6,72 à 12,87 mm

## Systématique et taxinomie
Cette espèce a été décrite par Paredes-Munguia, Brescovit et Teixeira en 2023.

## Publication originale
- Paredes-Munguia, Brescovit & Teixeira, 2023 : « Tidying things up: Tropicosa, a new Neotropical wolf spider genus (Araneae: Lycosidae: Lycosinae). » Zootaxa, no 5228(4), p. 351-393.